# Platyrhina
Genre
Platyrhina est un genre de raies.

## Liste des espèces
Selon FishBase (5 aout 2025) :
- Platyrhina exasperata 	Jordan & Gilbert, 1880
- Platyrhina hyugaensis Iwatsuki, Miyamoto & Nakaya, 2011
- Platyrhina limboonkengi Tang, 1933
- Platyrhina limboonkenkengi Tang, 1933
- Platyrhina psomadakisi White & Last, 2016
- Platyrhina schoenleinii Müller & Henle, 1841
- Platyrhina sinensis (Bloch et Schneider, 1801)
- Platyrhina tangi Iwatsuki, Zhang & Nakaya, 2011
- Platyrhina triseriata Jordan & Gilbert, 1880

Selon Paleobiology Database (27 mars 2019) et G. Carnevale et al., 2014 :
- † Platyrhina bolcensis Heckel, 1851
- † Platyrhina gigantea (Blainville, 1818)
- † Platyrhina egertoni de Zigno, 1878.

Ces trois espèces éteintes sont connues dans l'Éocène inférieur du Monte Bolca en Italie.